# Manuel Dorado
Manuel Dorado y Retamar (1813-1891) fue un político español del siglo XIX, varias veces diputado durante el reinado de Isabel II.

## Biografía
Nacido en la localidad pacense de Don Benito el 28 de mayo de 1813, estudió la segunda enseñanza en el Seminario Conciliar de San Ahton de Badajoz, y más adelante en las universidades de Alcalá primero y en la de Sevilla después, cursó la carrera de leyes, de la que se licenció en 1839.
Apenas terminó la carrera, se trasladó a Guareña, de cuyo ayuntamiento fue elegido presidente en 1840. Más adelante desempeñó varias delegaciones del gobierno de provincia, y entre una de ellas una de mucha importancia en Mérida, después de la cual pasó a establecerse en Cazalla de la Sierra. Allí desempeñó la abogacía hasta 1848. En 1849 se trasladó a Guareña. Fue uno de los políticos extremeños que formaban parte del partido moderado. Fue elegido varias veces diputado, en los últimos tiempos del reinado de Isabel II. Después, como senador electivo, lo fue en todas las legislaturas de 1876 a 1880. Falleció en 1891.